# Ladornac
Ladornac (en francès La Dornac) és un municipi francès situat al departament de la Dordonya i a la regió de la Nova Aquitània.

## Demografia
| 1962                                       | 1968 | 1975 | 1982 | 1990 | 1999 | 2007 |
| ------------------------------------------ | ---- | ---- | ---- | ---- | ---- | ---- |
| 320                                        | 301  | 268  | 261  | 266  | 302  | 374  |
| Des de 1962: població sense dobles comptes |      |      |      |      |      |      |

## Administració
| Període | Identitat       | Partit        |
| ------- | --------------- | ------------- |
| 1988-   | Claude Malaurie | Divers droite |